# 千葉県道49号八日市場栄線

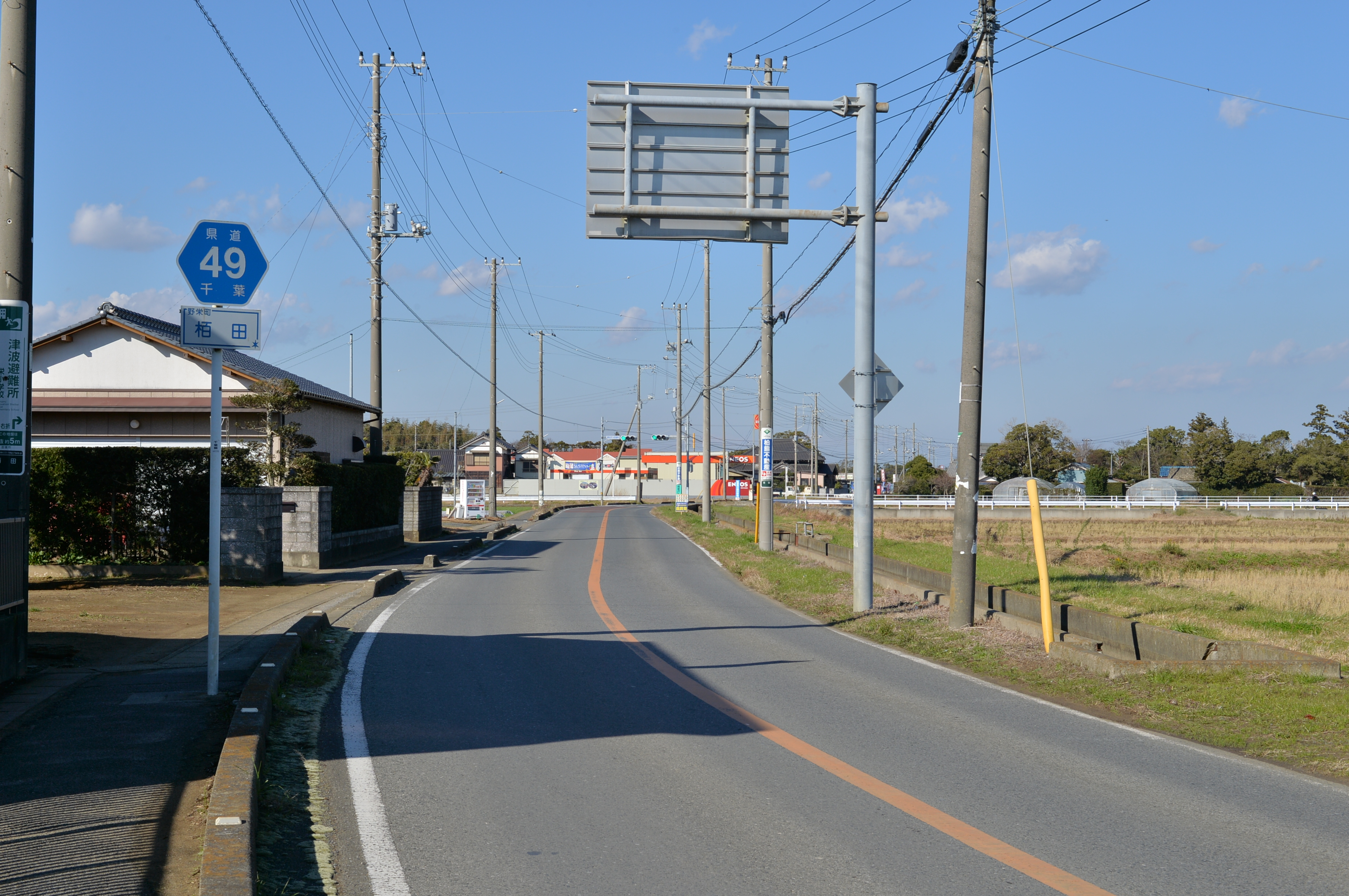
千葉県道49号八日市場栄線
匝瑳市栢田（2014年12月）

千葉県道49号八日市場栄線（ちばけんどう49ごう ようかいちばさかえせん）は、千葉県匝瑳市内の県道（主要地方道）である。

## 概要
千葉県匝瑳市富岡の国道296号との交差点を起点とし、同市堀川浜の千葉県道30号飯岡一宮線（九十九里ビーチライン）との交差点を終点とする路線である。途中、匝瑳市内の飯倉交差点で国道126号と交差する。
路線名の起点を表す「八日市場」は、平成の大合併以前の旧自治体である八日市場市であり、終点を表す「栄」は、昭和の大合併以前の旧自治体である栄村にそれぞれ由来する。

### 路線データ
- 起点：千葉県匝瑳市富岡
- 終点：千葉県匝瑳市堀川（堀川浜交差点）
- 総延長:7,074m
- 制限速度：50km/h（全区間）

## 路線状況
概ね一部区間を除いてほぼ歩道が設置されている。

## 地理

### 通過する自治体
- 千葉県
  - 匝瑳市

### 接続するおもな道路
- 国道296号（起点）
- 千葉県道45号八日市場八街線
- 国道126号（匝瑳市飯倉）
- 銚子連絡道路（匝瑳市高野）
- 千葉県道122号飯岡片貝線（匝瑳市栢田）
- 千葉県道30号飯岡一宮線（九十九里ビーチライン）（匝瑳市堀川浜、終点）

### 沿線
- 九十九里ホーム病院（匝瑳市飯倉）
- JR飯倉駅（匝瑳市飯倉）